# Mamiania ostryae
Mamiania ostryae är en svampart som först beskrevs av Henn., och fick sitt nu gällande namn av Theiss. & Syd. 1915. Mamiania ostryae ingår i släktet Mamiania, ordningen Diaporthales, klassen Sordariomycetes, divisionen sporsäcksvampar och riket svampar.   Inga underarter finns listade i Catalogue of Life.